# Peter Sutcliffe (criminale)
Peter Sutcliffe (Bingley, 2 giugno 1946 – Durham, 13 novembre 2020) è stato un serial killer britannico, noto anche con il nome di Squartatore dello Yorkshire (Yorkshire Ripper). Nel 1981 è stato accusato di avere ucciso tredici donne e di avere tentato di ucciderne altre sette.

## Biografia
Sutcliffe nasce a Bingley, nel West Riding of Yorkshire, in una famiglia cattolica della classe lavoratrice: i suoi genitori sono John Sutcliffe (11 dicembre 1922 - giugno 2004) e Kathleen Frances Sutcliffe (nata Coonan, 22 gennaio 1919 - 1978). Lascia la scuola all'età di quindici anni per svolgere dei lavori umili, tra i quali anche quello di becchino negli anni sessanta; tra novembre 1971 e aprile 1973 lavora alla fabbrica della Baird Television Ltd, nella linea di confezionamento, ma lascia il posto quando gli viene chiesto di andare per strada a fare il venditore. Dopo aver lasciato la Baird, lavora di notte alla Britannia Works of Anderton International, dove viene licenziato a febbraio 1975: usa la buonuscita per prendere la patente dei mezzi pesanti, cominciando così a lavorare come autista per una ditta di pneumatici il 29 settembre. Il 5 marzo 1976 viene licenziato per aver rubato degli pneumatici usati. Rimane disoccupato fino a ottobre 1976, quando trova nuovamente lavoro come autista per T.& W.H. Clark (Holdings Ltd.). Incontra Sonia Szurma il 14 febbraio 1967 e la sposa il 10 agosto 1974.
Regolare frequentatore di prostitute a Leeds e Bradford, la sua ossessione nell'uccidere donne di strada sembra nascere da una discussione sul pagamento, nonostante lui abbia affermato di essere stato guidato dalla voce di Dio. Nel 1975 assalta la prima vittima, Wilma McCann, donna e madre di quattro figli, a Bradford, colpendola con un sasso in una calza; la seconda aggressione avviene la notte del 5 luglio 1975 a Keighley, quando Sutcliffe attacca una donna sola, Anna Rogulskyj, facendole perdere i sensi con un martello e squarciandole lo stomaco con un coltello. Disturbato da un vicino, fugge senza ucciderla: la donna sopravvive, ma rimane traumatizzata psicologicamente. Olive Smelt viene assalita in agosto ad Halifax, con lo stesso modus operandi, con tagli però sopra le natiche: la donna sopravvive perché Sutcliffe viene nuovamente interrotto. Il 27 agosto viene aggredita a Silsden la quattordicenne Tracy Browne, che colpisce cinque volte alla testa mentre la ragazza cammina su un sentiero. Fugge quando vede le luci di una macchina, lasciando la vittima viva; Sutcliffe non viene accusato dell'aggressione, ma la confessa nel 1992.
La prima vittima a perdere la vita è Wilma McCann, madre di quattro figli, il 30 ottobre 1975: Sutcliffe la colpisce due volte con un martello prima di pugnalarla quindici volte al collo, al petto e all'addome. Un'indagine approfondita, che coinvolge 150 ufficiali di polizia e 11.000 interrogatori, non riesce a individuare il colpevole. Una delle figlie della McCann si suicida nel dicembre 2007, turbata da anni dalla morte della madre. Il secondo omicidio avviene a Leeds nel gennaio 1976, quando, dopo averla tramortita con un martello, pugnala al collo, all'addome e al petto Emily Jackson cinquantuno volte, servendosi di un cacciavite affilato. Sutcliffe la colpisce anche alla coscia, lasciando un'impronta dei suoi stivali. L'aggressione successiva avviene ai danni di Marcella Claxton a Roundhay Park, Leeds, il 9 maggio: Sutcliffe le offre un passaggio a casa dopo una festa e, quando la donna esce dalla macchina per urinare, viene colpita con un martello. Rimane però in vita e testimonia contro Sutcliffe durante il processo.
Il 5 febbraio 1977 Sutcliffe assale Irene Richardson, una prostituta di Chapeltown, a Roundhay Park, picchiandola a morte con un martello, per poi mutilarne il cadavere con un coltello. Due mesi dopo, il 23 aprile, uccide un'altra prostituta, Patricia "Tina" Atkinson, nell'appartamento di lei, e il 26 giugno la sedicenne Jayne MacDonald. A luglio aggredisce seriamente Maureen Long a Bradford, venendo interrotto, e il 1º ottobre la prostituta di Manchester Jean Jordan. Il corpo della donna viene trovato dieci giorni dopo, mostrando chiari segni di essere stato spostato: durante la confessione, Sutcliffe ha ammesso di essersi accorto che la banconota da cinque sterline che le aveva dato era rintracciabile e di essere andato a riprenderla, ma, non trovandola, ha mutilato il cadavere e lo ha mosso. La banconota viene trovata dalla polizia in una tasca segreta della borsa della vittima. Il 14 dicembre attacca un'altra prostituta di Leeds, Marylin Moore, che sopravvive e fornisce alla polizia la descrizione del suo aggressore. Le tracce di pneumatici trovate sulla scena del crimine corrispondono a quelle di un attacco precedente.
Nel gennaio del 1978, mentre la polizia interrompe le ricerche del proprietario della banconota da cinque sterline, Sutcliffe uccide ancora. La vittima è la prostituta ventunenne di Bradford Yvonne Pearson, il cui cadavere viene nascosto sotto un divano e ritrovato solo a marzo. La notte del 31 gennaio uccide la diciottenne Helen Rytka, una prostituta, e il 16 maggio Vera Millward nel parcheggio del Manchester Royal Infirmary. Passa un anno prima dell'aggressione seguente. Durante questo periodo, a novembre 1978, la madre di Sutcliffe, Kathleen, muore. Il 4 aprile 1979 uccide l'impiegata di una società di costruzioni, Josephine Whitaker, di diciannove anni, mentre torna a casa, e il 1º settembre la ventenne Barbara Leach, studentessa della Bradford University. L'uccisione di un'altra ragazza che non è una prostituta allarma nuovamente l'opinione pubblica. Nell'aprile 1980 viene arrestato per guida in stato d'ebbrezza; in attesa del processo il 20 agosto uccide la quarantasettenne Marguerite Walls e il 17 novembre la ventenne Jacqueline Hill, studentessa della Leeds University; aggredisce anche Uphadya Bandara il 24 settembre e la sedicenne Theresa Sykes il 5 novembre: entrambe sopravvivono.
Il 2 gennaio 1981 Sutcliffe viene fermato dalla polizia con la prostituta ventiquattrenne Olivia Reivers nel vialetto di una casa a Sheffield, nel South Yorkshire. La polizia trova nella macchina molte targhe false e arresta l'uomo, che viene portato alla stazione di polizia di Dewsbury: qui viene interrogato riguardo allo Squartatore dello Yorkshire perché possiede molte delle caratteristiche fisiche del serial killer. Il giorno seguente la polizia, tornata sul luogo dell'arresto, trova un coltello, un martello e una corda nascosti da Sutcliffe quando era andato in bagno; un secondo coltello viene scoperto nel bagno della stazione di polizia. Dopo due giorni d'intenso interrogatorio, durante i quali viene sentita anche la moglie, il pomeriggio del 4 gennaio Sutcliffe confessa.
Durante il processo preliminare, Sutcliffe si dichiara non colpevole di tredici omicidi volontari, ma colpevole di omicidio colposo dovuto a diminuzione dell'imputabilità per problemi mentali; ammette, però, i sette capi d'imputazione per tentato omicidio. Nonostante quattro diagnosi psichiatriche di schizofrenia paranoide, il giudice rifiuta la richiesta di Sutcliffe, insistendo che il caso debba essere portato davanti a una giuria. Il processo vero e proprio comincia il 5 maggio 1981 e dura due settimane. Nonostante gli sforzi del suo avvocato, Sutcliffe viene dichiarato colpevole per tutti i capi d'accusa e condannato al carcere a vita per almeno trent'anni; il 16 luglio 2010 la sentenza è stata estesa all'ergastolo, il che significa che non lascerà vivo il Broadmoor High Security Hospital, dove sconta l'ergastolo.
Nell'ottobre del 2020 Sutcliffe è stato trasportato d'urgenza in ospedale per un sospetto attacco cardiaco. Cinque giorni dopo essere stato dimesso è risultato positivo al COVID-19, rifiutando le cure per combattere questa malattia. È scomparso il 13 novembre successivo all'età di 74 anni.

## Riferimenti in altri media
La canzone Night Shift del gruppo post-punk Siouxsie and the Banshees, inclusa nell'album Juju del 1981, parla di Sutcliffe.
Una miniserie in tre parti da un'ora ciascuna, intitolata The Yorkshire Ripper Files: A Very British Crime Story, è stata mandata in onda da BBC Four nel marzo 2019. La miniserie include interviste con alcune delle vittime sopravvissute, con le loro famiglie, con la polizia e i giornalisti che si occuparono del caso. Il 31 luglio 2020 la miniserie ha ricevuto il premio BAFTA Specialist Factual TV.
Il dramma teatrale scritto da Olivia Hirst e David Byrne, The Incident Room, è incentrato sulla caccia a Sutcliffe da parte delle forze di polizia.
Nel dicembre 2020, Netflix ha distribuito un documentario in quattro parti intitolato Lo squartatore, che racconta l'omicidio delle tredici donne nel periodo 1975-1980, le investigazioni e la cattura di Peter Sutcliffe.
Nel 2023 ITV pubblica una serie di sette puntate chiamata The Long Shadow, con David Morrissey e Toby Jones, basata sulla caccia all'uomo dello "Yorkshire Ripper".